# La Maison de l'ogre
Série Brivido giallo
L'Auberge de la vengeance
(1988) Le Château de Yurek
(1988)
Pour plus de détails, voir Fiche technique et Distribution.
La Maison de l'ogre (La casa dell'orco) est un téléfilm d'épouvante fantastique italien réalisé par Lamberto Bava et diffusé pour la première fois à la télévision en 1988 sur La Cinq.
Le téléfilm fait partie de Brivido giallo, une série de quatre téléfilms de Lamberto Bava consacré à l'épouvante fantastique. En France, le téléfilm est diffusé dans le cadre de l'émission Les Accords du Diable.

## Synopsis
Une écrivaine de romans d'épouvante se rend avec son mari et son fils dans un château en Ombrie. Elle se rend compte qu'elle revit les mêmes cauchemars que ceux qui la hantaient lorsqu'elle était enfant, dans lesquels un ogre l'avait attaquée dans une cave comme celle du château. Son mari ne la croit pas, mais elle est convaincue que l'ogre n'attendait qu'elle depuis si longtemps.

## Fiche technique
- Titre français : La Maison de l'ogre[1]
- Titre original italien : La casa dell'orco[2]
- Réalisateur : Lamberto Bava
- Scénario : Lamberto Bava, Dardano Sacchetti
- Photographie : Gianfranco Transunto
- Montage : Mauro Bonanni (it)
- Musique : Simon Boswell
- Effets spéciaux : Angelo Mattei, Fabrizio Sforza, Ditta Ricci
- Décors : Antonello Geleng
- Costumes : Valentina Di Palma
- Maquillage : Fabrizio Sforza
- Production : Massimo Manasse, Marco Grillo Spina, Renato Fiè
- Société de production : Dania Film, Reteitalia, Devon Film
- Pays de production :  Italie
- Langue originale : italien
- Format : Couleur - 1,85:1 - 35 mm
- Durée : 90 minutes
- Genre : Film d'épouvante fantastique
- Date de sortie :
  - France : 7 novembre 1988 (La Cinq)[1]
  - Italie : 22 août 1989 (Italia 1)
- Interdit aux moins de 12 ans

## Distribution
- Virginia Bryant : Cheryl
- Paolo Malco : Tom
- Sabrina Ferilli : Anna
- Patrizio Vinci : Bobby
- Stefania Montorsi (it) : Maria
- Alice Di Giuseppe : Cheryl enfant
- David Flosi : l'ogre
- Alex Serra : l'artiste
- Lamberto Bava : l'homme dans le bar
- Roberto Dell'Acqua : homme dans le bar

## Production
À la suite du succès de Démons, Démons 2 et d'autres films d'horreur étrangers en Italie, la société Reteitalia annonce en juillet 1986 une série intitulée Brivido giallo comprenant cinq téléfilms réalisés par Lamberto Bava. Sur ces cinq, seuls quatre seront réalisés : L'Antichambre de l'enfer, L'Auberge de la vengeance, La Maison de l'ogre et Le Château de Yurek. Les films ont été tournés entre 1987 et 1988.
Le scénario de La Maison de l'ogre rappelle celui de La Maison près du cimetière (1981) de Lucio Fulci. Bava a expliqué que les histoires étaient similaires car La Maison de l'ogre est adapté d'un scénario original écrit par Dardano Sacchetti pour La Maison près du cimetière, qui a été ensuite modifié par le réalisateur Lucio Fulci. Sacchetti a réfuté ces affirmations, déclarant que les films ne racontaient pas la même histoire mais faisaient tous les deux « une partie de [sa] poétique concernant les maisons et les enfants : un [de mes] thème[s] récurrent[s] que j'ai exploré de nombreuses fois avec différentes nuances, mais aussi des assonances ». Bava a déclaré que le scénario a souffert de beaucoup d'autocensure, soulignant que « Un problème dans le scénario était l'apparition de l'ogre. Qu'aurions-nous pu faire ? Si ça avait été un film... l'ogre aurait mangé les enfants, mais à la télévision, on ne pouvait pas faire ça ».